# Pomatoschistus microps
El gobio común o Pomatoschistus microps es un pez alargado costero de Europa Occidental, de aguas desde Noruega a Portugal.

## Descripción
Mide entre 3 y 5 cm.
Sin escamas en la parte torácica,tiene dos aletas dorsales y una anal.
Su color va de grisáceo a pardo, con reflejos de color verdusco.
Freza de abril a agosto, y come crustáceos pequeños.